# Économie d'Eure-et-Loir
Constituant majoritaire de la région naturelle de Beauce, « grenier de la France », l'Eure-et-Loir est un département ayant une longue tradition agricole, également en développement dans plusieurs filières économiques relatives à l'énergie, l'industrie et les services.

## Agriculture et industrie agro-alimentaire

### Agriculture
L'Eure-et-Loir comporte cinq régions agricoles : au centre-est et au sud, la Beauce chartraine et la Beauce dunoise, à l'ouest, le Faux-Perche et le Perche, au nord-ouest, le Drouais et le Thymerais.
Chaque année, la surface agricole utile (SAU) du département, 455 157 ha en 2015, diminue au profit de l'artificialisation des sols et de l'augmentation des espaces boisés. À titre d'exemple, le projet relatif à l'autoroute A 154 consommerait environ 600 ha, soit entre 5 et 6 exploitations agricoles, la SAU moyenne par exploitation étant de 105 ha en 2010.
La plus grande partie de cette surface, découpé essentiellement en grandes exploitations, est vouée aux cultures céréalières, tandis que dans l’ouest, l’élevage bovin, notamment avec la présence de vaches laitières, annonce la Normandie.

#### Productions végétales
- Les céréales occupent 289 406 ha, environ 64 % de la SAU. Avec un rendement moyen de 85 qx/ha, la production est de 24 673 milliers de quintaux. Le blé tendre est largement prépondérant (173 855 ha), suivi par l'orge d'hiver et l'escourgeon (50 680 ha) et le blé dur (27 355 ha). Viennent ensuite le maïs grain, l'orge de printemps, le seigle puis l'avoine.

- Les oléagineux sont présents sur 87 625 ha, environ 19 % de la SAU. Avec un rendement moyen de 40 qx/ha, la production est de 3 481 milliers de quintaux. Le colza occupe 86 210 ha, ne laissant que peu de place au tournesol et aux autres oléagineux tel que le lin.

- Les protéagineux sont cultivés sur 9 240 ha, soit 2 % de la SAU. Ce sont principalement des pois (8 170 ha), mais aussi des féverolles et des lupins.

- Le reste de la SAU est dédié aux betteraves industrielles (9 900 ha), aux pommes de terre (7 351 ha) et aux semences et plants (4 022 ha). Viennent ensuite les légumes, oignons de couleur, plantes aromatiques, médicinales et à parfum.

- Enfin, la jachère non cultivée concerne 16 780 ha, environ 4 % de la SAU.

#### Productions fourragères
Les productions fourragères sont installées sur 31 230 ha, soit environ 7 % de la SAU, dont presque la moitié concerne des surfaces toujours en herbe (15 040 ha).

#### Animaux d'élevage
Le cheptel porcin est le plus nombreux avec 51 003 unités.
Le cheptel bovin compte 39 587 unités, dont 8 004 vaches laitières. La production de lait de vache atteint 532 490 hectolitres. 
Les ovins sont au nombre de 9 466 et les caprins de 1 170.
Concernant l'aviculture, une race de poule d'origine locale, la faverolles, porte le nom de la commune d'Eure-et-Loir dont elle est issue.

Productions agricoles d'Eure-et-Loir
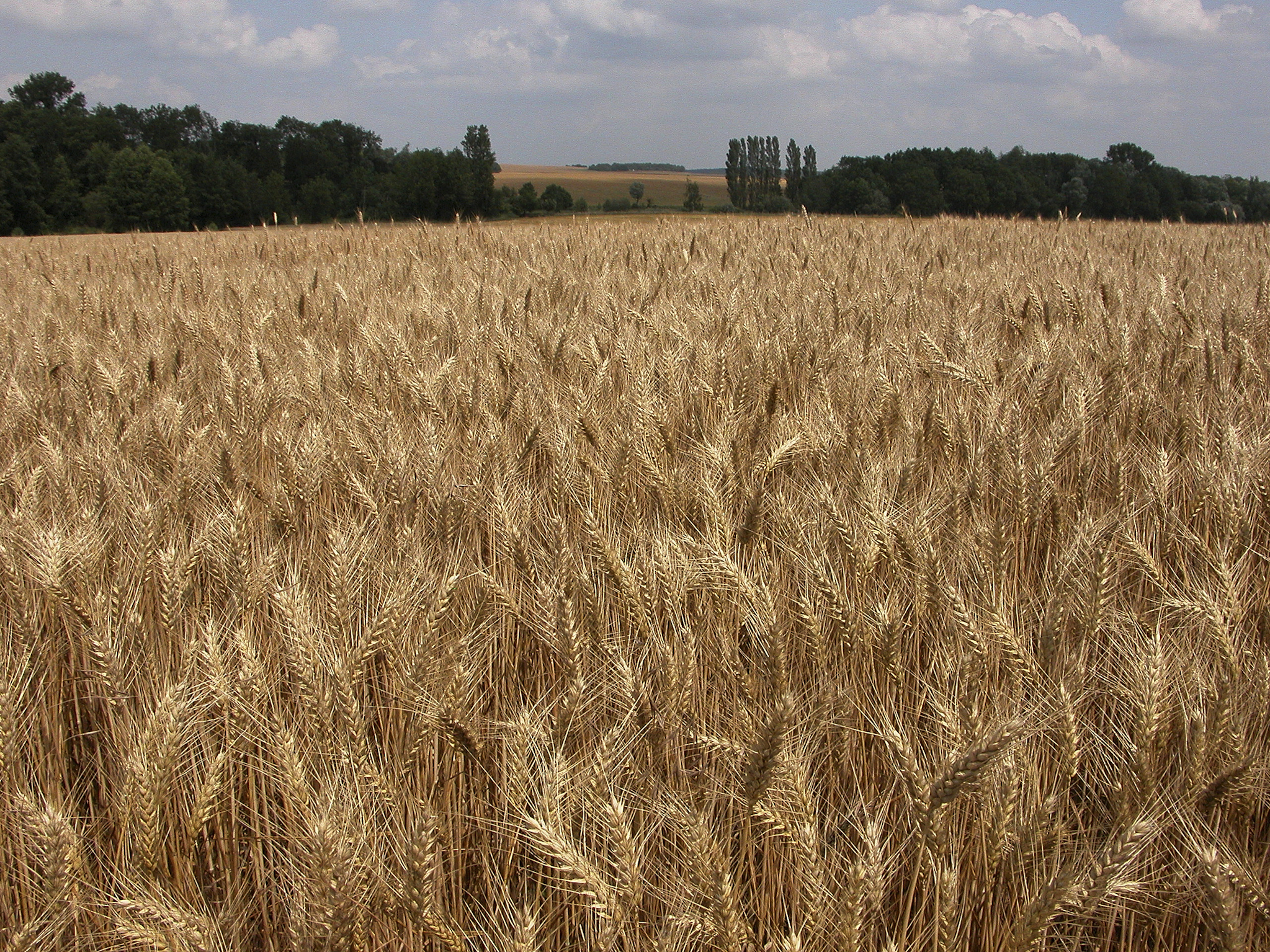
Blé tendre.
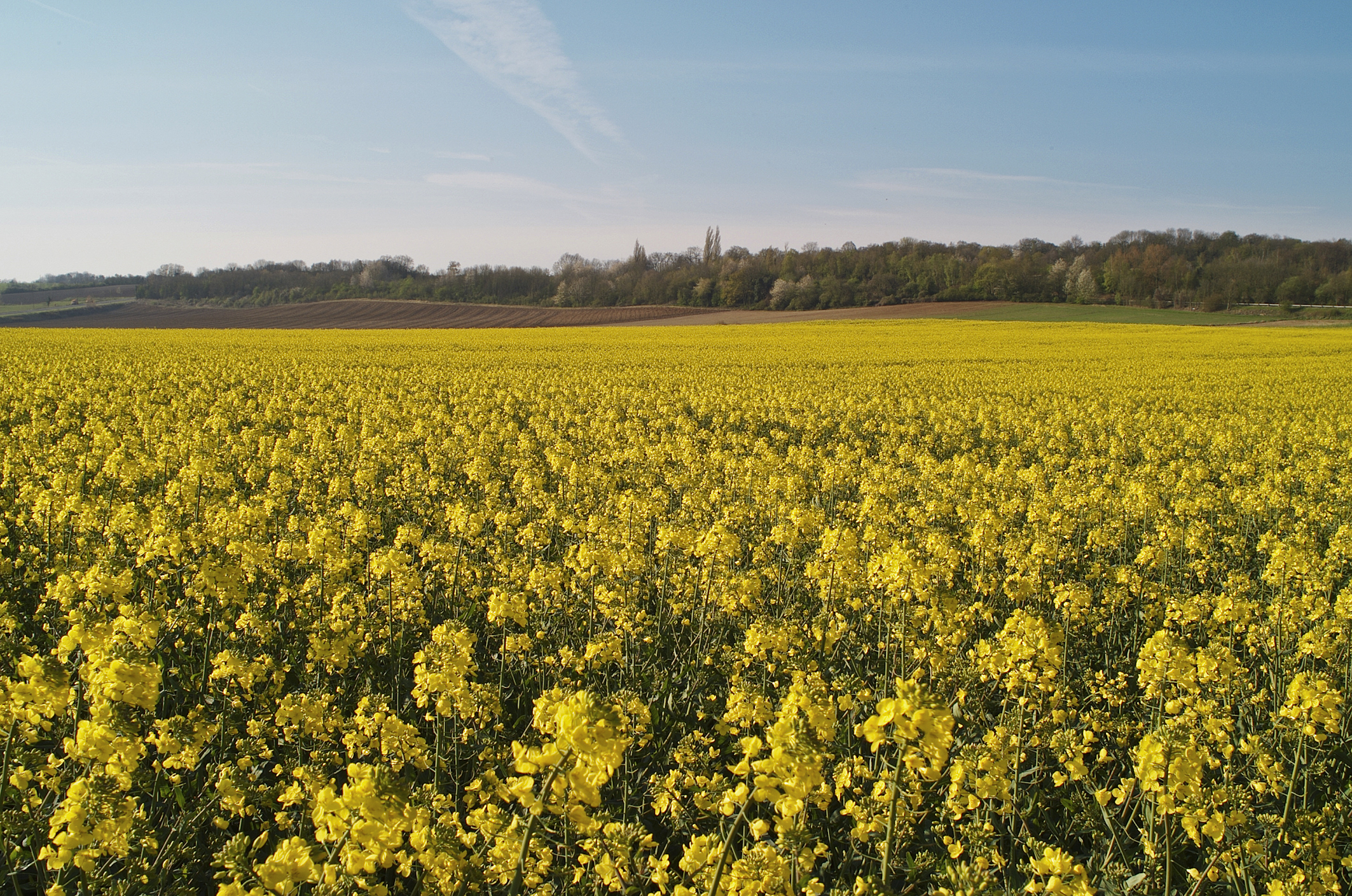
Colza.
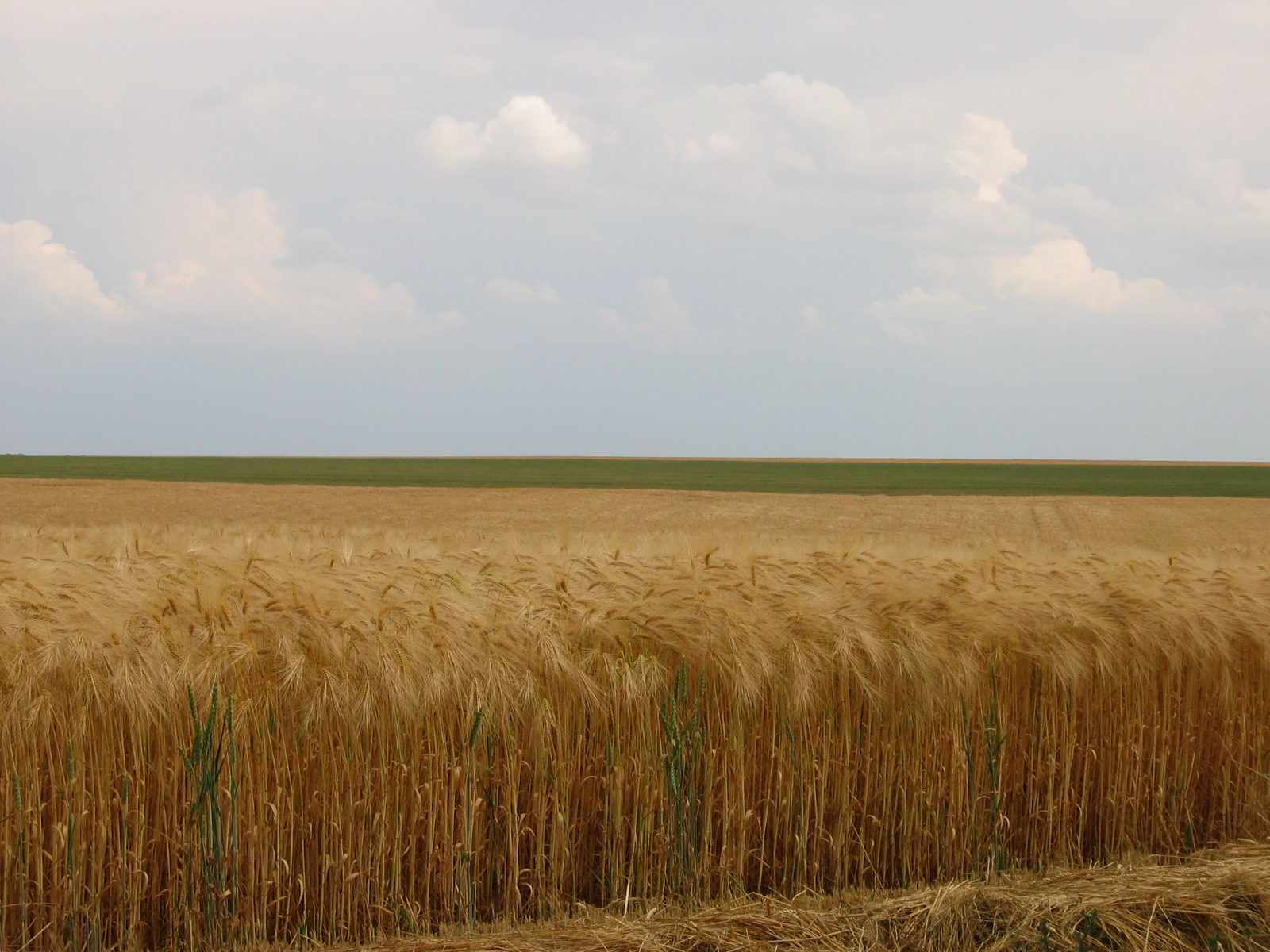
Orge.
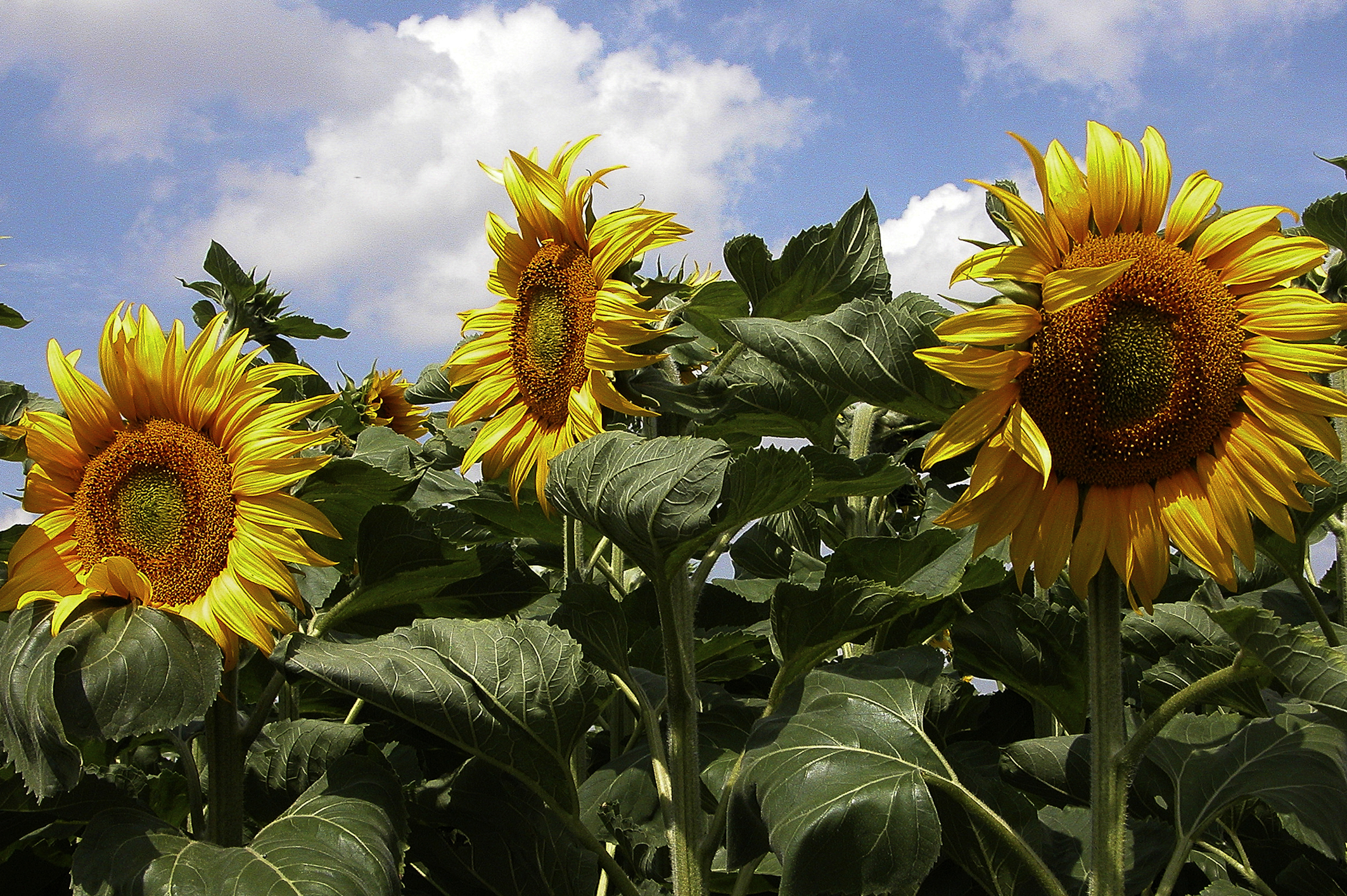
Tournesol.
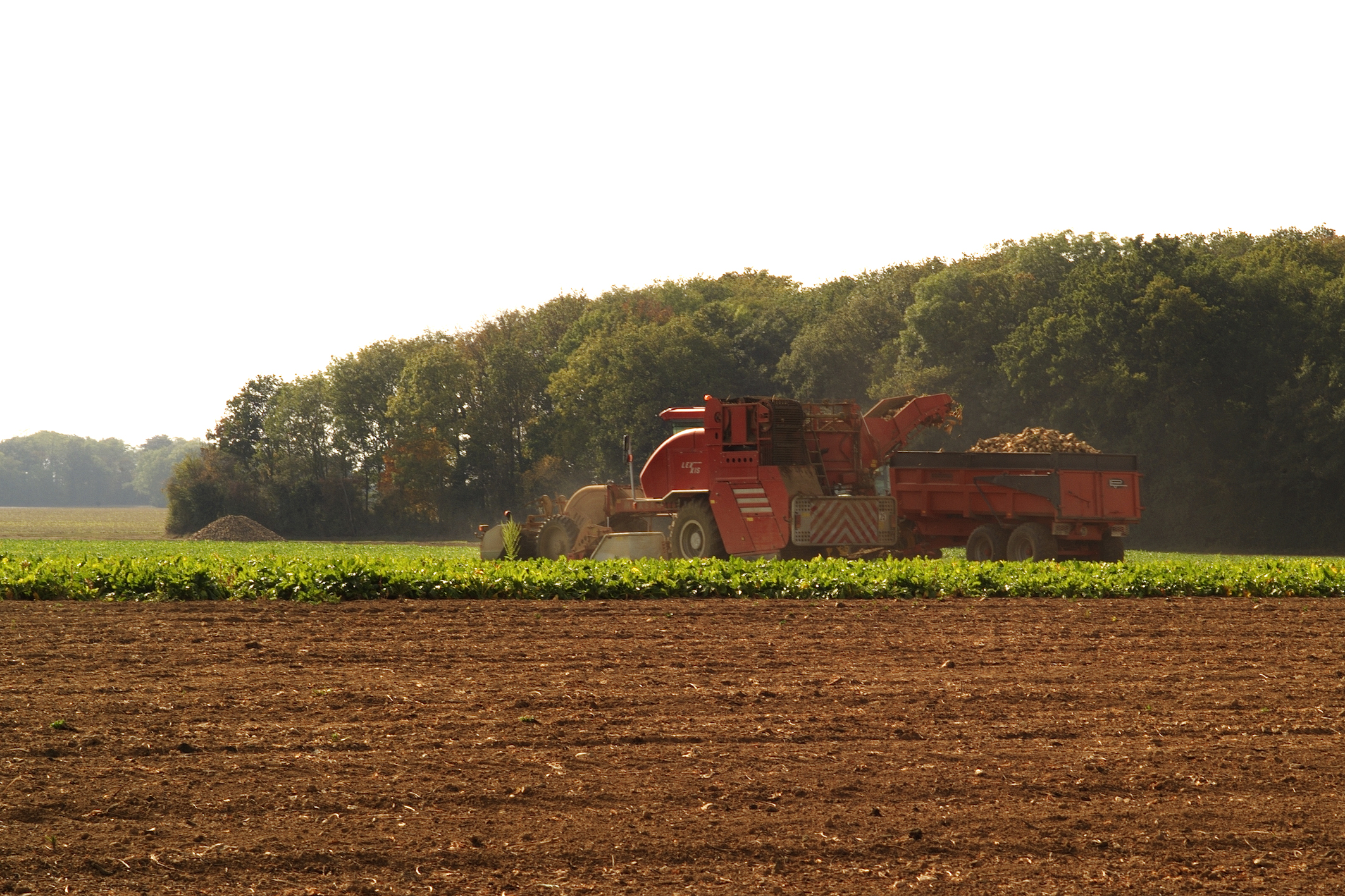
Betterave.
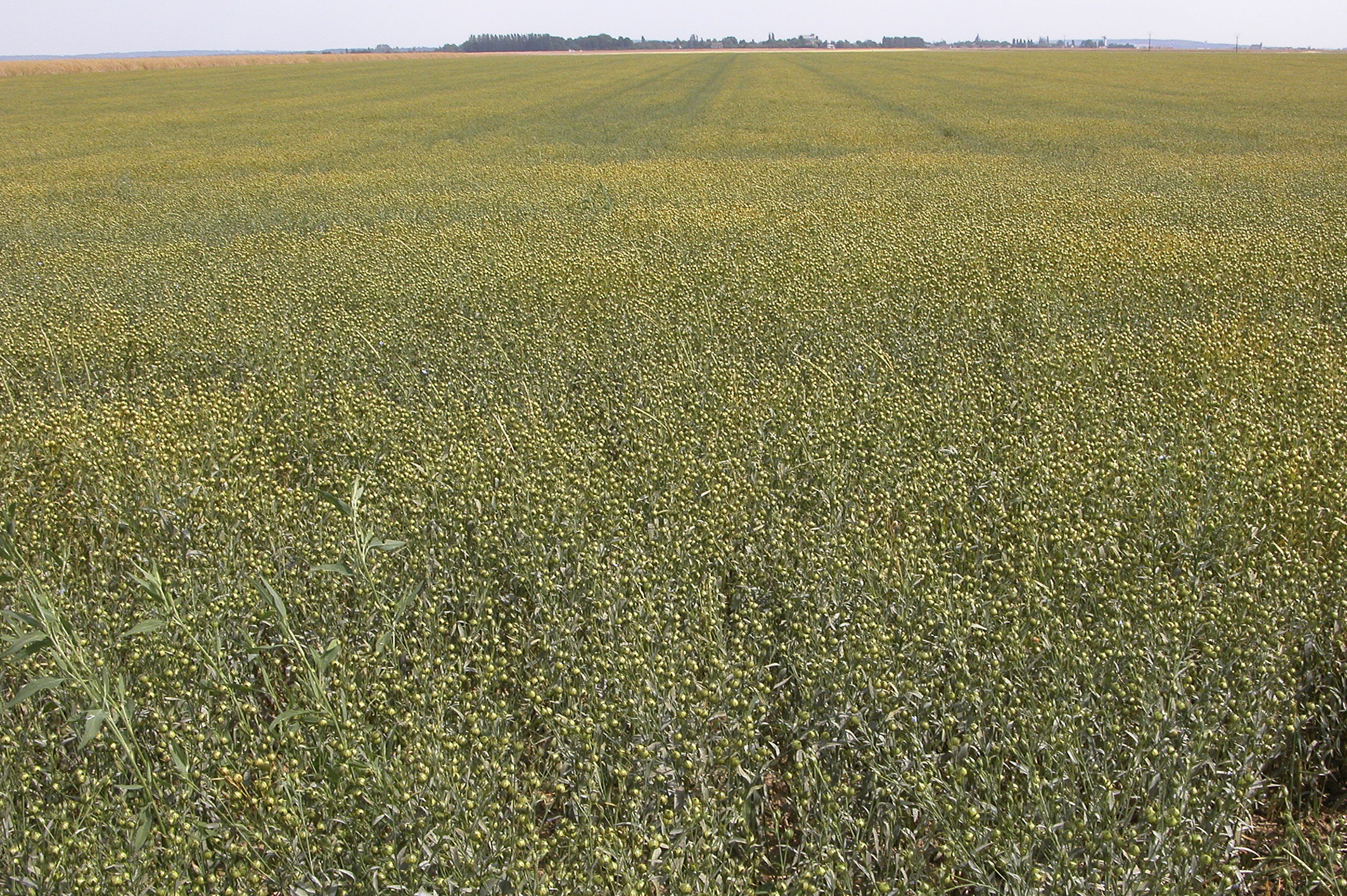
Lin.
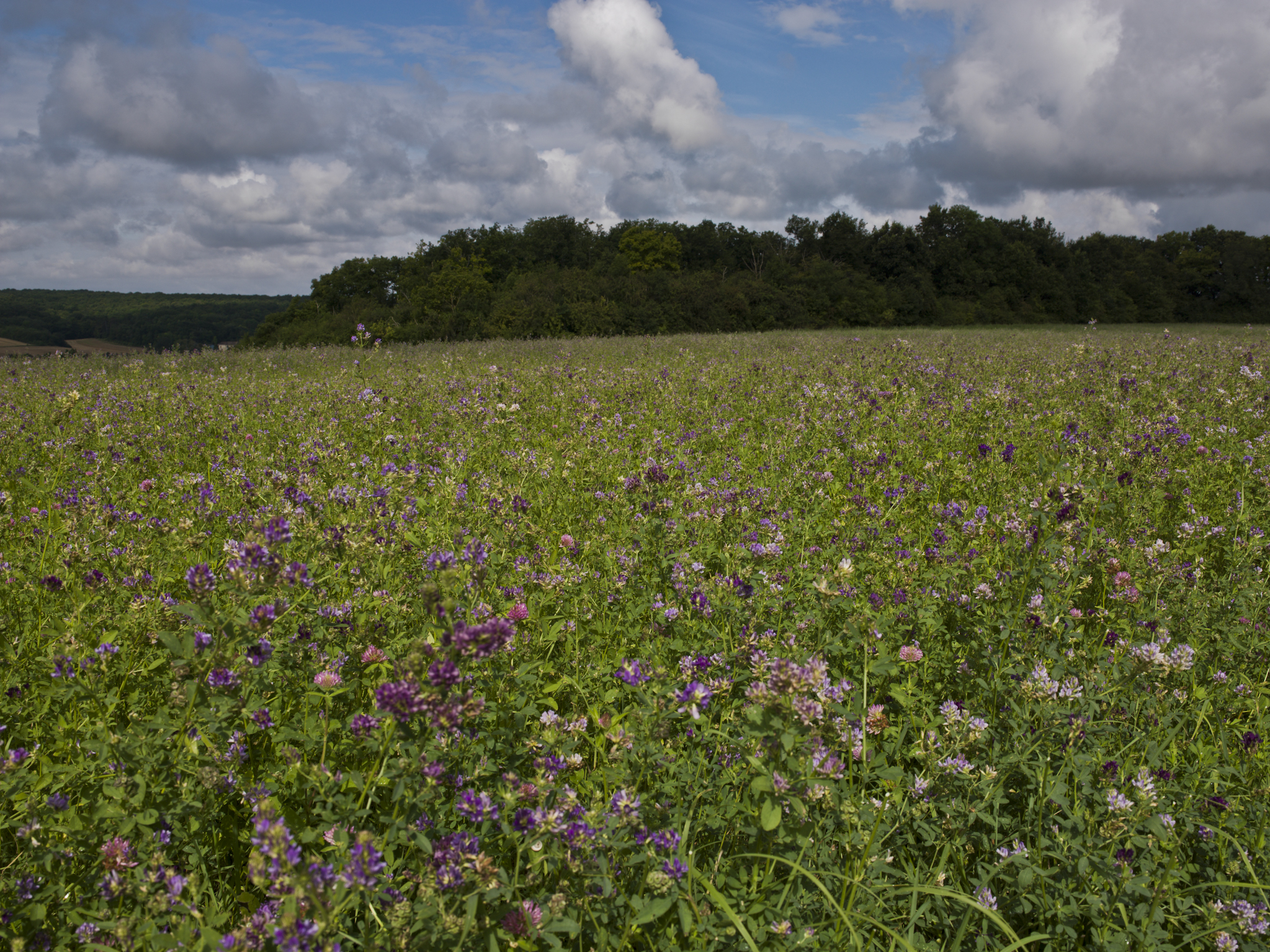
Luzerne.

### Industrie agro-alimentaire
L'industrie agro-alimentaire, promue par Agrodynamic (pôle d'excellence rurale), se distingue avec deux entreprises importantes du secteur : Ebly à Châteaudun et Andros à Auneau.

## Énergie

### Énergie éolienne
En janvier 2018, l'Eure-et-Loir est au 6e rang des départements français pour la production électrique éolienne, avec 217 turbines développant une capacité totale de 520 MW. 

## Industrie

### Cosmétique
La Cosmetic Valley (pôle de compétitivité) constitue le premier pôle français de l'industrie de la beauté et du bien-être, avec de grands noms comme Guerlain, Paco Rabanne, Lolita Lempicka, Jean-Charles de Castelbajac, Jean-Paul Gaultier...

### Pharmacie
L'industrie pharmaceutique regroupe, autour de Dreux et Polepharma, les entreprises du secteur comme Leo Pharma, Ipsen, Novo Nordisk...

### Matières plastiques
L'industrie du caoutchouc et des matières plastiques est représentée à travers le pôle de compétitivité Elastopole.